# Siler bielawskii
Siler bielawskii är en spindelart som beskrevs av Zabka 1985. Siler bielawskii ingår i släktet Siler och familjen hoppspindlar. Inga underarter finns listade i Catalogue of Life.